# Tramway de Sétif
Le tramway de Sétif est un réseau de tramway qui dessert la ville de Sétif, au nord-est de l'Algérie. Après Alger, Oran, Constantine, Sidi Bel Abbes et Ouargla, Sétif est la sixième ville d'Algérie à avoir son tramway, inauguré le 8 mai 2018.

## Histoire
Le coup d'envoi officiel des travaux pour une première ligne est-ouest de 22,4 km et une trentaine de stations a été donné le 8 mai 2014. Le projet d'un coût d'environ 38 milliards de dinars a été attribué à un consortium formé par le géant turc du BTP Yapı Merkezi (en) et Alstom.
Au début de l'année 2016, l'Entreprise Métro d'Alger passe commande à Cital de vingt six rames de tramways Alstom Citadis pour la ligne de 15,2 kilomètres mise en service le 8 mai 2018. Cette commande entre dans le contrat cadre signé en 2012 par Cital et EMA.
Le 8 mai 2018, dans le cadre de la commémoration des massacres du 8 mai 1945, le ministre de l’Intérieur, des Collectivités locales et de l’Aménagement du territoire Noureddine Bedoui, accompagné du ministre des Transports et des Travaux publics Abdelghani Zaalane, ont inauguré le tramway de la ville.

## Caractéristiques

### Tracé
La première ligne relie d'abord les pôles 1 et 2 de l'université Ferhat Abbas de Sétif, puis dessert le Stade du 8-Mai-1945 et traverse le centre-ville de Sétif avant de desservir les quartiers Est de la ville. La seconde ligne partira de la gare multimodale au sud de la ville, desservira la zone industrielle puis la cité 20 août 1955 avant de terminer en rejoignant la première ligne au niveau de la place de la Liberté au centre-ville de Sétif. Cette dernière a été annulée due à la politique d'austérité mise en place après la baisse des prix du pétrole.

### Stations
|   |   |   | Station                      | Communes Desservies | Correspondance       |
| - | - | - | ---------------------------- | ------------------- | -------------------- |
|   | ■ |   | 11 Décembre 1960             | Sétif               |                      |
|   | ● |   | Bataille Guedil Ouled Tebben | Sétif               |                      |
|   | ● |   | Bataille Helia Bousselam     | Sétif               |                      |
|   | ● |   | Djebel Mokresse Aïn Abessa   | Sétif               |                      |
|   | ● |   | Med-Larbi Ben M'Hidi         | Sétif               |                      |
|   | ● |   | Didouche Mourad              | Sétif               |                      |
|   | ● |   | Rabah Bitat                  | Sétif               |                      |
|   | ● |   | Krim Belkacem                | Sétif               |                      |
|   | ● |   | Mohamed Boudiaf              | Sétif               |                      |
|   | ● |   | Berarma Abdellah             | Sétif               |                      |
|   | ● |   | Belil Abdellah               | Sétif               |                      |
|   | ● |   | Djebel Boutaleb              | Sétif               | SNTF (Gare de Sétif) |
|   | ● |   | Mostafa Benboulaid           | Sétif               |                      |
|   | ● |   | Bouzid Saal                  | Sétif               |                      |
|   | ● |   | Les Cinq Fusillés            | Sétif               |                      |
|   | ● |   | Les Frères Martyrs Djemli    | Sétif               |                      |
|   | ● |   | 8 Mai 1945 - Gare Routière   | Sétif               |                      |
|   | ● |   | Saïd Boukhrissa              | Sétif               |                      |
|   | ● |   | Ferhat Abbas                 | Sétif               |                      |
|   | ● |   | Sipion - Tombeau Numidien    | Sétif               |                      |
|   |   | ● | Djebel Anini Aïn Roua        | Sétif               |                      |
|   |   | ● | Bourahla Hocine              | Sétif               |                      |
|   |   | ■ | Oucissa Laïd                 | Sétif               |                      |
| ● |   |   | Fatma Djaballah              | Sétif               |                      |
| ● |   |   | Benchekribou Abdelaziz       | Sétif               |                      |
| ■ |   |   | Berchi Abid                  | Sétif               |                      |

## Exploitation

### Contrat
Le 24 mai 2012, le groupe RATP annonce avoir obtenu l'exploitation et la maintenance de tous les projets de tramways algériens, y compris le tramway de Sétif, dans le cadre d'une coentreprise (sauf la maintenance pour Alger). RATP Dev dirige cette société commune, la Société d'exploitation des tramways (SETRAM), dont elle est actionnaire à 49 %, aux côtés de l'ETUSA (36 %) et de l'Entreprise Métro d'Alger (EMA, 15 %),,,. Comme c'est le cas pour les autres réseaux de tramway en Algérie, la SETRAM est chargée de l’exploitation, de la préparation à l’exploitation, ainsi que de l’entretien et de la maintenance du tramway de Sétif,.

### Matériel roulant
Le tramway de Sétif  est équipé de 24 rames du type Citadis 402; elles mesurent 44 mètres et peuvent transporter jusqu’à 302 passagers. Construites par Alstom, elles ont été assemblées par CITAL dans l’usine d’Annaba en Algérie.Les rames sont dotées d'une climatisation, équipées de caméras de surveillance et de vitres teintées ainsi que d'un système d'information voyageurs en arabe et en français. Le plancher bas intégral assure la pleine accessibilité aux personnes à mobilité réduite.

### Tarification
Le ticket coûte 40 dinars algériens.[Quand ?]